# 艾赫利克·茨維巴
艾赫利克·索拉杜域治·茨維巴（俄语：Ахрик Сократович Цвейба)，1966年9月10日—），蘇聯及俄羅斯职业足球运动员，现已退役。

## 生涯
茨維巴在蘇呼米戴拿模開始他的職業生涯，1985年他轉投第比利斯戴拿模。 1990年，他加盟基輔戴拿模，在那裡他被烏克蘭國家隊徵召。然後，他返回俄羅斯一段時間後轉投日職球會大阪飛腳。及後他回到俄羅斯效力阿拉尼亞，在那時間他被俄羅斯國家隊徵召。茨維巴加盟中超球隊前衛寰島，然後返回俄羅斯度過他餘下的職業生涯。
2009年，他為國家隊贏得2009年傳奇盃。

### 國際賽生涯
他是蘇聯國家隊參加在意大利1990世界盃及獨聯體國家隊1992歐國盃的成員。1992年8月，茨維巴代表烏克蘭國家隊在對陣匈牙利的比賽中亮相。
1998年世界杯外圍賽，他改為俄羅斯出賽。

## 連結
- 艾赫利克·茨維巴 – FIFA國際賽競賽紀錄 (存檔)
- 艾赫利克·茨維巴在National-Football-Teams.com的資料
- Profile at RSSSF （页面存档备份，存于）
- http://www.weltfussball.de/spieler_profil/akhrik-tsveiba/ （页面存档备份，存于）